# Прянишников Ігор Степанович
І́гор Степа́нович Пряни́шников (1926—1999) — радянський науковець та господарник, лауреат Державної премії УРСР в галузі науки і техніки (1980).

## З життєпису
Народився 1926 року в місті Затиш'є. Закінчив середню школу, 1948 року — Московський інститут сталі й сплавів.
Працював інженером на Волгоградському заводі «Красний Октябр». Від 1950 року — на заводі «Електросталь» — начальник зміни, заступник начальника цеху, начальник технічного відділу, секретар парткому заводу.
1962 року призначений головним інженером, від 1965-го — директором заводу. Під його керунком будувались нові цехи, створювався комплекс виробництва; проводилася реконструкція.
З грудня 1978 року по травень 1986-го — заступник міністра чорної металургії по капітальному будівництву.
Нагороджений орденамм Леніна, Жовтневої Революції, Трудового Червоного Прапора, медалями; лауреат Державних премій СРСР та УРСР, почесний громадянин міста Електросталь.
Лауреат Державної премії УРСР 1980 року — «Розробка основ, створення і впровадження у промисловість технології та обладнання для плазмодугової виплавки злитків сталей і сплавів із заготовок та некомпактної шихти» — у складі колективу: Асоянц Григорій Баградович, Григоренко Георгій Михайлович, Забарило Олег Семенович, Клюєв Михайло Маркович, Лакомський Віктор Йосипович, Чвертко Анатолій Іванович, Торхов Геннадій Федорович, Феофанов Лев Петрович (посмертно), Шехтер Семен Якович.